# Індустріальна вулиця (Мелітополь)
Індустріальна вулиця — вулиця в Мелітополі в історичному районі Новий Мелітополь. Починається від Індустріальної вулиці як продовження 1-го Лютневого провулка, йде паралельно залізниці спочатку через приватний сектор, потім через індустріальну територію і закінчується глухим кутом.

## Назва
Назва вулиці пов'язана з тим, що вона знаходиться в індустріальному районі поруч з гідроагрегатним заводом.

## Історія
Перша відома згадка вулиці датується 1 квітня 1934 року. Вулиця також називалась Індустріальна 1-ша, бо сусідня вулиця Зіндельса до 1965 року називалась Індустріальна 2-га.